# Маасуміє (дегестан)
Маасуміє (перс. معصوميه) — дегестан в Ірані, в Центральному бахші, в шагрестані Ерак остану Марказі. За даними перепису 2006 року, його населення становило 11453 особи, які проживали у складі 3212 сімей.

## Населені пункти
До складу дегестану входять такі населені пункти:
- Агмадабад
- Багдаді
- Гаджіабад
- Госейнабад
- Калье-є Нов
- Маасуміє
- Малекабад
- Мутабад
- Расулабад
- Чека
- Шагрджерд